# Karel Mlejnek
Karel Mlejnek (* 30. ledna 1977 Karlovy Vary) je někdejší český lední hokejista hrající na postu obránce a následně trenér tohoto sportu.

## Život
S trénováním začal ve svém rodném městě u mládežnických výběrů tamního klubu Energie. V sezónách 2011/2012 a 2012/2013 zastával pozici asistenta reprezentačního trenéra České republiky u výběru hráčů do devatenácti let. V sezóně 2013/2014, kdy muže Karlových Varů trenérsky vedl Richard Žemlička, se stal jeho asistentem a po Žemličkově odvolání 25. září 2013 se přesunul do pozice hlavního trenéra. V téže funkci pokračoval až do ročníku 2015/2016, kdy byl 25. října odvolán a nahrazen Peterem Oremusem, jenž si však Mlejnka vybral jako svého asistenta. Vydrželi spolu do 25. ledna 2016, kdy byl Oremus od mužstva odvolán a v dalším zápase vedl mužstvo Mlejnek spolu s dalším Oremusovým asistentem Pavlem Kněžickým. Vedení karlovarského celku nakonec 27. ledna rozhodlo, že z Mlejnka udělá hlavního trenéra mužstva a asistentem mu bude Mikuláš Antonik.
Pro následující sezónu si Mlejnka za svého asistenta vybral Filip Pešán, který v tu dobu prodloužil trenérskou smlouvu s Bílými Tygry Liberec. Vydržel zde do ročníku 2017/2018, po němž se stal hlavním trenérem a současně sportovním manažerem sokolovského Baníku. Současně se stal asistentem trenéra mužské české hokejové reprezentace, kterou v tu dobu vedl Miloš Říha. Se sokolovským týmem se mu po roce povedlo postoupit do první ligy. Po sezóně 2019/2020 u mužské reprezentace i v sokolovském mužstvu skončil, protože se stal hlavním trenérem českého reprezentačního výběru do dvaceti let, kde vystřídal Václava Varaďu. Vydržel zde do ročníku 2021/2022. Od 22. dubna 2022 se stal asistentem Vladimíra Růžičky u hokejistů Litvínova, kde v této pozici vystřídal Václava Sýkoru. Když pak 24. října 2022 Růžička ve funkci skončil, stal se Mlejnek jeho nástupcem. Ve funkci pokračoval i následující sezónu, kdy se svým týmem vybojoval čtvrté místo v nejvyšší české soutěži.